# Санні-Слоупс (Каліфорнія)
Санні-Слоупс (англ. Sunny Slopes) — переписна місцевість (CDP) в США, в окрузі Моно штату Каліфорнія. Населення — 139 осіб (2020).

## Географія
Санні-Слоупс розташоване за координатами 37°34′10″ пн. ш. 118°40′33″ зх. д. / 37.56944° пн. ш. 118.67583° зх. д. (37.569376, -118.675836).  За даними Бюро перепису населення США в 2010 році переписна місцевість мала площу 4,88 км², уся площа — суходіл.

## Демографія
Згідно з переписом 2010 року, у переписній місцевості мешкали 182 особи в 85 домогосподарствах у складі 49 родин. Густота населення становила 37 осіб/км².  Було 156 помешкань (32/км²).
Расовий склад населення:
| - 87,4 % — білих - 3,8 % — азіатів - 2,2 % — вихідців з тихоокеанських островів - 1,1 % — корінних американців |

До двох чи більше рас належало 5,5 %. Частка іспаномовних становила 1,6 % від усіх жителів.
За віковим діапазоном населення розподілялося таким чином: 15,4 % — особи молодші 18 років, 73,6 % — особи у віці 18—64 років, 11,0 % — особи у віці 65 років та старші. Медіана віку мешканця становила 47,2 року. На 100 осіб жіночої статі у переписній місцевості припадало 91,6 чоловіків;  на 100 жінок у віці від 18 років та старших — 87,8 чоловіків також старших 18 років.
Цивільне працевлаштоване населення становило 34 особи. Основні галузі зайнятості: освіта, охорона здоров'я та соціальна допомога — 82,4 %, сільське господарство, лісництво, риболовля — 17,6 %.